# Opeongo Lake
Opeongo Lake är en sjö i Kanada.   Den ligger i Nipissing District och provinsen Ontario, i den sydöstra delen av landet, 210 km väster om huvudstaden Ottawa. Opeongo Lake ligger 403 meter över havet. Arean är 58 kvadratkilometer. Den sträcker sig 0,9 kilometer i nord-sydlig riktning, och 0,6 kilometer i öst-västlig riktning.
Trakten runt Opeongo Lake är nära nog obefolkad, med mindre än två invånare per kvadratkilometer.